# Хибинский технический колледж
Хибинский технический колледж — старейшее техническое учебное заведение Мурманской области, расположенное в городе Кировск.

## История
Датой основания считается 31 октября 1931 года, когда состоялось открытие Хибиногорского горно-химического техникума.
В связи с переименованием Хибиногорска в Кировск в 1934 году техникум стал называться Кировским. Несмотря на трудные условия, учебное заведение развивалось.
В январе 1936 года техникум переехал в новое здание, специально построенное для КГХТ. Это было одно из красивейших зданий города. Техникум стал украшением города.
В 1934 появилось дневное отделение, впервые введен классный журнал.
Во время Великой Отечественной войны, с октября 1941 по октябрь 1943 года техникум находился в эвакуации в городе Коканде Узбекской АССР. 147 студентов и 7 преподавателей в эвакуации голодали, болели тифом. На Север вернулись не все.
В 1954 году техникуму построили новое, каменное общежитие с центральным отоплением на улице Хибиногорской. Но даже новое общежитие не вмещало всех нуждающихся в жилье студентов. Часть студентов по-прежнему проживали в бараках по Нагорному переулку. И только 1 сентября 1957 года техникум получил новое благоустроенное общежитие на Хибиногорском шоссе (ныне проспект Ленина).
В 1962 году техникум переименовали в Кировский горный техникум, так как в начале 50-х годов на химико-аналитическую специальность набора уже не проводили.
В 1989 году КГТ переехал в новое здание у озера «Верхнее». Статус колледжа учебное заведение получило в 1993 году.
1 апреля 2008 года Хибинский технический колледж стал филиалом Национального минерально-сырьевого университета «Горный».
В феврале 2015 года совет Горного университета принял решение о постепенном закрытии колледжа. Принято решение прекратить набор студентов с 2015 года, но при этом решено доучить уже обучающихся студентов.
18 апреля 2016 года ХТК стал филиалом Мурманского арктического государственного университета. Набор был возобновлён.
Филиал МАГУ в г. Кировске сегодня[когда?]:
- Многоуровневая профессиональная подготовка: рабочий — техник — техник повышенного уровня;
- Государственная стипендия и социальная поддержка;
- Электромонтажная и слесарно-механическая мастерские для приобретения опыта практической работы;
- Компьютерные классы, имеющие выход в Internet, Wi-Fi;
- Места производственной практики на предприятиях Мурманской области и республики Карелия.

## Названия
- 1931 год — Хибиногорский горно-химический техникум (ХГХТ)
- 1934 год — Кировский горно-химический техникум (КГХТ)
- 1962 год — Кировский горный техникум (КГТ)
- 1993 год — Хибинский технический колледж (ХТК)
- 2007 год — Хибинский технический колледж (филиал) федерального государственного бюджетного образовательного учреждения высшего профессионального образования "Национальный минерально-сырьевой университет «Горный»
- 2016 год — Филиал федерального государственного бюджетного образовательного учреждения высшего образования «Мурманский арктический государственный университет» в г. Кировске Мурманской области (Филиал МАГУ в г. Кировске)
- 2023 год — Филиал федерального государственного автономного образовательного учреждения высшего образования «Мурманский арктический университет» в г. Кировске Мурманской области (Филиал МАУ в г. Кировске)

## Деятельность
Сегодня колледж проводит обучение студентов на базе 9 и 11 классов по следующим специальностям:
- 13.02.11 «Техническая эксплуатация и обслуживание электрического и электромеханического оборудования (по отраслям)» (ТЭО). Реализуется с 1931 года
- 21.02.17 «Подземная разработка месторождений полезных ископаемых» (ПРМ). Реализуется с 1931 года
- 21.02.14 «Маркшейдерское дело» (МД). Реализуется с 1938 года
- 08.02.09 «Монтаж, наладка и эксплуатация электрооборудования промышленных и гражданских зданий» (МЭЭП). Реализуется с 1993 года
- 38.02.01 «Экономика и бухгалтерский учет» (БУХ). Реализуется с 1991 года
- 09.02.01 «Компьютерные системы и комплексы» (КСК). Реализуется с 2010 года
- 21.02.17 «Обогащение полезных ископаемых» (ОПИ). Реализуется с 2017 года
- 13.10.16 «Сооружение и эксплуатация газонефтепроводов и газонефтехранилищ» (СГН). Реализуется с 2010 года
- 09.02.03 «Программирование в компьютерных системах» (ПКС). Реализуется с 2014 год
- 43.02.14 «Гостиничное дело» (ГС). Реализуется с 2018 года